# 罗萨尔帕蒂
罗萨尔帕蒂（Rosalpatti），是印度泰米尔纳德邦Virudhunagar县的一个城镇。总人口19155（2001年）。

## 人口
该地2001年总人口19155人，其中男性9767人，女性9388人；0—6岁人口2278人，其中男1120人，女1158人；识字率71.80%，其中男性为79.21%，女性为64.10%。